# Gasthaus Zur Post (Bergheim)

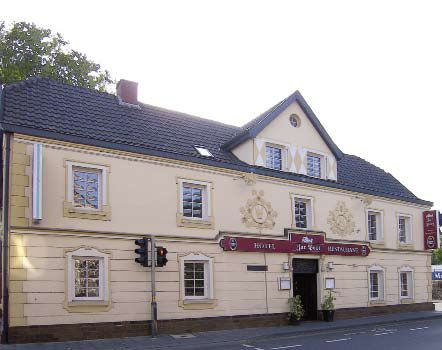
Das Gasthaus Zur Post heute

Das Gasthaus Zur Post ist ein denkmalgeschütztes Gebäude und befindet sich auf der Köln-Aachener-Straße Nr. 60 im Stadtteil Quadrath-Ichendorf, einem von 15 Stadtteilen der Kreisstadt Bergheim im Rhein-Erft-Kreis.

## Baugeschichte und Architektur
Das Gasthaus zur Post wurde im Jahr 1819 neu gebaut. Das verraten die Ankerzahlen im Seitengiebel des Gebäudes. Das Gebäude ist heute ein zweistöckiger, verputzter Backsteinbau mit einem gelben Anstrich und einem Krüppelwalmdach. Die Straßenfront weist fünf Fensterachsen und ein mittleres Giebelhaus auf. Eine schmiedeeiserne Wetterfahne ziert das Gebäude. 1901 wurde das Haus baulich verändert und erhielt Putzrahmen um die Fenster, ein neues Dach sowie ein so genanntes Zwerchhaus als Dachaufbau. Links neben der Haustür ist ein Balkenstück eingelassen mit der Inschrift „Anno 1736 Steffen Muller, Isabella Sieger“.

## Damalige und heutige Nutzung
Noch heute weist der Name des Hauses darauf hin, dass sich im heutigen „Gasthaus Zur Post“ früher eine Poststation befand. Im Jahr 1816 betrieb Wilhelm Roleff das Gasthaus. Das Anwesen verblieb das ganze 19. Jahrhundert im Besitz seiner Familie, ging von seinem Sohn Christian Roleff auf dessen Sohn Wilhelm Roleff über. Danach, zwischen den beiden Weltkriegen, ging es in den Besitz der Familie Kristen über.
Heute wird das „Gasthaus Zur Post“ als Hotel und Restaurantbetrieb geführt.